# Mns Paru Keude
Mns Paru Keude is een bestuurslaag in het regentschap Pidie Jaya van de provincie Atjeh, Indonesië. Mns Paru Keude telt 2266 inwoners (volkstelling 2010).